# 新亞歷山德里夫卡 (盧漢斯克區)
48°16′1″N 39°38′25″E / 48.26694°N 39.64028°E
新亞歷山德里夫卡（烏克蘭語：Новоолександрівка），是位於烏克蘭東部的市級鎮，由盧甘斯克州盧甘斯克區的青年近衛軍城市鎮負責管轄。該鎮始建於1946年，面積8.22平方公里，海拔高度102米，2011年人口1,609，人口密度每平方公里195.74人。